# Rodolfo M. Taboada
 Rodolfo M. Taboada cuyo nombre completo era Rodolfo Manuel Taboada y que usaba ocasionalmente los seudónimos de Tomás Elvino Blanco y de Ruy de Solana, fue un escritor, periodista, humorista, compositor de tango y guionista de cine y televisión que nació en Argentina el 12 de septiembre de 1913 y falleció en el mismo país el 11 de abril de 1987. Fue uno de los colaboradores de la revista de humor Rico Tipo y realizó actividad gremial en la Sociedad General de Autores de la Argentina, ARGENTORES, de la que fue Secretario.

## Teatro
Al estrenar la compañía de Raúl Rossi en el Teatro Smart la obra teatral Su excelencia...el señor subsecretario que Taboada escribiera en colaboración con Germán Ziclis, la crónica del diario La Nación del 12 de abril de 1960 expresó:

"Las obras del tipo de Su excelencia...el señor subsecretario...no tienen sorpresa. Ya el título nos despierta sospechas que luego se confirman fatalmente, cuando las situaciones se van sucediendo. Si el cronista espera que por lo menos en alguna situación pueda ocurrir lo imprevisto -y ello le da ánimos- pronto  comprueba que todo está en regla, como en un rito en que los hechos ocurren inexorablemente y acaba de convencerse de que la fidelidad a esa especie dramática es absoluta por parte de los autores. Todo e previsible, hasta las crónicas periodísticas que registran su paso."

## Televisión
En 1957 fue uno de los guionistas del programa Proscenio de estrellas y fue uno de los panelistas de Prensa visual, uno de los pocos programas periodísticos de ese momento. Al año siguiente escribió los guiones de las 11 emisiones del programa M. ama a M., protagonizado por Mirtha Legrand y Mariano Mores con dirección y puesta en escena de Daniel Tinayre. En 1960 por Canal 9 se transmitió Los argentinos somos así ¿o no?, con libreto de Taboada y Emilio Villalba Welsh sobre una idea de Piolín de Macramé y la actuación de Ángel Magaña, retratando con pequeñas historias los mitos y los cambios de los arquetipos porteños.
En 1965 el programa Candilejas protagonizado por Lolita Torres acompañada, entre otros, por Jorge Salcedo y Jorge Barreiro, se emitía por Canal 11 con libretos de Taboada y recibió el Martín Fierro de ese año al mejor "teleteatro en serie". En 1966 Taboada y Magaña hicieron como guionista y actor, respectivamente, El tango es así... ¿o no? dando una vuelta de tuerca al programa que anteriormente habían compartido. En 1968 Canal 9 hizo una fuerte apuesta en el programa Escándalo en el gallinero convocando a actores del nivel de Paulina Singerman, Juan Carlos Thorry, Leonor Rinaldi, Marianito Bauzá, entre los veteranos y Carlos Cores, Mabel Landó, Susana Brunetti entre los que surgían, con libretos de Agustín Cuzzani, Norberto Aroldi y Taboada. Ese mismo año la obra clásica Así es la vida en versión libre de Taboada fue transmitida en episodios durante tres meses por Canal 13 representado por un elenco encabezado por Luis Sandrini, Perla Santalla, María Esther Gamas y Ángel Magaña. En 1971 participó con otros libretistas en el programa Marche Press en el cual actuaban frente a las cámaras acompañados por las hermanas Pons, pero tuvo corta vida. En 1976 realizó la mayor parte de las adaptaciones para televisión de obras nacionales para ser representadas por elencos que se iban sucediendo unos a otros en el ciclo Arriba el telón por Canal 7.

## Valoración
Opinó el crítico Fernando Peña sobre Taboada:

«Gran observador de los tipos cotidianos, y comentarista de la radio y las revistas gráficas (todavía es un deleite encontrar su columna "De la fauna porteña" en los viejos Patoruzú, Taboada cultivó siempre un humorismo cariñoso, melancólico, con un tono algo similar al de su contemporáneo Wimpi, pero sin filosofías. Su fuerte eran los retratos, no las reflexiones.»

## Premio
La Academia de Artes y Ciencias Cinematográficas de la Argentina le otorgó el premio Cóndor Académico al mejor argumento original de 1952 por Rescate de sangre

## Filmografía
Guionista
- Rolando Rivas, taxista (1974)
- Yo tengo fe (1974)
- El deseo de vivir (1973)
- Balada para un mochilero (1971)
- Flor de piolas (1969)
- La pérgola de las flores (1965)
- Viaje de una noche de verano (1965)
- Buenas noches, Buenos Aires (1964)
- En la mitad del mundo (coprod. Ecuador y México) (1964)
- La calesita (1963)
- La murga (1963)
- Tú y yo somos tres (1962) (argumento)
- Mi Buenos Aires querido (1962)
- Don Frutos Gómez (1961)
- Sábado a la noche, cine (1960)
- Obras maestras del terror (1960)
- Yo quiero vivir contigo (1960)
- Dos tipos con suerte (1960)
- He nacido en Buenos Aires (1959)
- Gringalet (1959)
- Ayer fue primavera (1955)
- Rescate de sangre (1952)
- La pícara cenicienta (1951)
- Todo un héroe (1949)
- El barco sale a las diez (1948)
- Lucrecia Borgia (1947)
- Un marido ideal (1947)
- 3 millones y el amor (1946)
- Mamá Gloria (1941)
- Cuando canta el corazón (1941)

## Televisión
- El mundo del espectáculo (1 episodio, 1968)
  - Sangre y arena (1968) Episodio
- Candilejas (1965) Serie
- Dos gotas de agua (1964) Serie
- M. ama a M.  (1958) Serie

## Libros
- Guitarrón del cielo
- De la fauna porteña
- El barco en la botella (1966) Drama.

## Compositor
- De Madrid chotis con música de Tito Ribero.
- Frente al mar (tango) con música de Mariano Mores.
- Ahora te llaman Lulú (milonga) con música de Mariano Mores.
- Che, cuñao que bronca da (tango) con música de Mariano Mores.
- Cosas de tango (tango) con música de Tito Ribero.
- El firulete (milonga) con música de Mariano Mores.
- Me robaron la Luna (tango) con música de Mariano Mores.
- Por que la quise tanto!  (tango) con música de Mariano Mores.
- Sayonara dijiste (tango) con música de Mariano Mores.
- Taxi mio (tango) con música de Carlos Rodolfo Taboada.
- Tu nombre y nada más (tango) con música de Lucio Demare.
- Una tarde cualquiera (tango) con música de Roberto Puccio.

## Espectáculos teatrales
- Según pasan los años (1968)
- Luces de Buenos Aires (1969)